# Lycorma delicatula
Lycorma delicatula är en art av insekter som först beskrevs år 1845 av den skotske zoologen Adam White (1817–1879). Den ingår i släktet Lycorma och familjen lyktstritar. Inga underarter finns listade i Catalogue of Life.
Arten är invasiv i bland annat USA.

## Bildgalleri

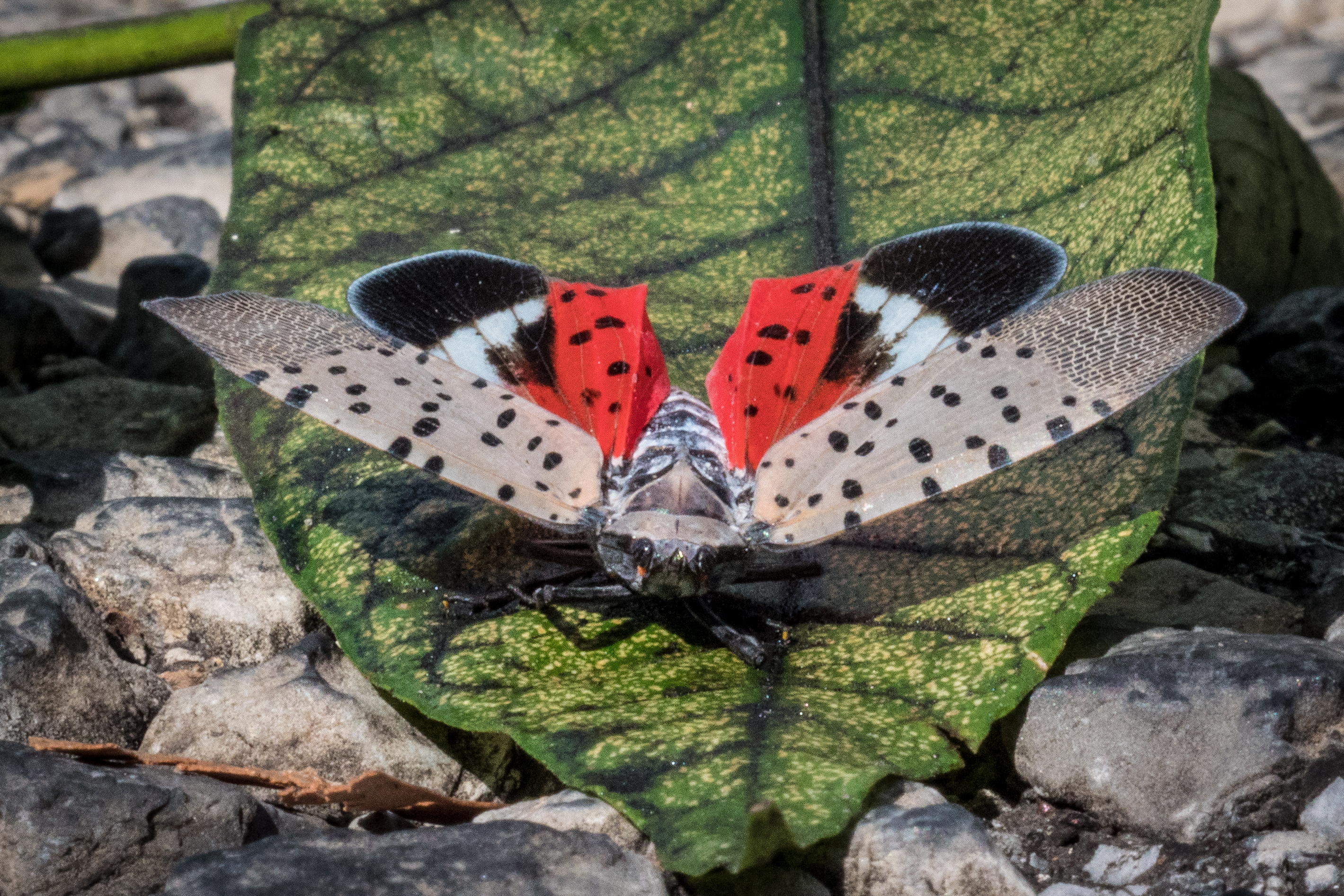
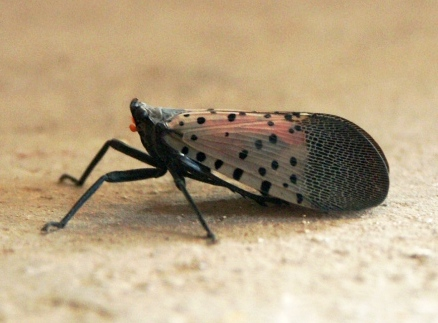